# Герб Малайзії
Герб Малайзії — один з офіційних символів держави.

## Опис
Зображує двох стоячих на задніх лапах тигрів — символ хоробрості й сили. Кожний з них однією лапою опирається на жовту стрічку з девізом малайською мовою «У єдності — сила» (девіз повторений двічі: на латиниці й на «джаві» — арабізованій писемності), а іншими підтримує щит. Над щитом — жовті півмісяць і зірка з 14 рівними променями. На щиті зверху — п'ять національних кинджалів — крисів — символ п'яти колишніх нефедеративних малайських князівств (Джохор, Кедах, Перліс, Келантан, Тренггану). Ліворуч на щиті — арекова пальма і зображення мосту над водою — символ штату Пенанг, праворуч — дерево Малакка — символ штату Малакка, які колись входили в колонію Стрейтс-Сетлментс. У центрі — ліворуч праворуч однакові по розміру червоний, чорний, білий і жовтий прямокутники — кольору колишніх федерированних малайських князівств: чорний і білий — Пахангу, червоний і жовтий — Селангору, чорний, білий і жовтий — Пераку, червоний, чорний і жовтий — Негері-Сембілан. Унизу ліворуч — символ штату Сабах, праворуч — зображення птаха-носорога — символ штату Саравак, між ними — національна квітка гібіскус (бунга рая).

## Галерея

1895-19461895-1946
1946-1963
1963-1965
1965-